# Syriana
Syriana är en amerikansk politisk thrillerfilm från 2005 i regi av Stephen Gaghan med bland andra George Clooney och Matt Damon i rollerna. Clooney belönades med en Oscar för bästa manliga biroll vid Oscarsgalan 2006.

## Handling
Filmen skildrar den amerikanska oljeindustrins, underrättelsetjänstens och regeringens gemensamma strävan efter att vinna kontroll över Mellanösterns oljetillgångar. Filmens uppbyggnad känns igen från Steven Soderberghs (denna gång producent) drogepos Traffic, med flera sidohistorier som vävs ihop under filmens lopp.  I fokus står amerikanen Bryan Woodman som blir rådgivare åt en son till en emir i ett land vid Persiska viken.

## Om filmen
Filmen bygger på den före detta CIA-agenten Robert Baers bok See No Evil och är en kritik av CIA:s och den amerikanska administrationens agerande efter terroristattacken mot USA 11 september 2001.

## Rollista (urval)
- Matt Damon - Bryan Woodman
- George Clooney - Bob Barnes, CIA-agent
- Kayvan Novak - Arash, gästarbetare
- Amr Waked - Mohammed Sheik Agiza
- Christopher Plummer - Dean Whiting
- Jeffrey Wright - Bennett Holiday
- Chris Cooper - Jimmy Pope
- Amanda Peet - Julie Woodman
- Alexander Siddig - Prins Nasir Al-Subaai, utrikesminister
- Max Minghella - Robby Barnes